# Christa Zechmeister
Christa Zechmeister (ur. 4 maja 1957 w Berchtesgaden) – niemiecka narciarka alpejska reprezentująca RFN.

## Kariera
W zawodach Pucharu Świata zadebiutowała 7 grudnia 1972 roku w Val d’Isère, zajmując 53. miejsce w zjeździe. Pierwsze punkty wywalczyła dwa dni później w tej samej miejscowości, kiedy zajęła dziesiąte miejsce w slalomie. Na podium zawodów tego cyklu pierwszy raz stanęła 22 marca 1973 roku w Heavenly Valley, kończąc rywalizację w slalomie na trzeciej pozycji. W zawodach tych wyprzedziły ją jedynie dwie Francuzki: Patricia Emonet i Fabienne Serrat. W kolejnych startach jeszcze 11 razy stawała na podium, odnosząc przy tym sześć zwycięstw, wszystkie w slalomie: 7 grudnia 1973 roku w Val d’Isère, 8 stycznia 1974 roku w Les Gets, 16 stycznia 1974 roku w Les Diablerets, 24 stycznia 1974 roku w Bad Gastein, 16 stycznia 1975 roku w Schruns i 17 stycznia 1976 roku w Berchtesgaden. W sezonie 1973/1974 zajęła czwarte miejsce w klasyfikacji generalnej, a w klasyfikacji slalomu zwyciężyła. Ponadto w sezonie 1974/1975 zajęła trzecie miejsce w klasyfikacji slalomu (w klasyfikacji generalnej była dziesiąta).
Wystartowała na igrzyskach olimpijskich w Innsbrucku w 1976 roku, gdzie była siódma w slalomie. Był to jej jedyny start olimpijski. Zajęła też między innymi dziewiąte miejsce w slalomie i dziesiąte w gigancie podczas mistrzostw świata w Garmisch-Partenkirchen w 1978 roku.
Jej siostra, Marianne, także została narciarką alpejską.

## Osiągnięcia

### Igrzyska olimpijskie
| Miejsce | Dzień     | Rok  | Miejscowość | Konkurencja | Czas biegu | Strata | Zwyciężczyni     |
| ------- | --------- | ---- | ----------- | ----------- | ---------- | ------ | ---------------- |
| 7.      | 11 lutego | 1976 | Innsbruck   | Slalom      | 1:30,54    | +3,18  | Rosi Mittermaier |

### Mistrzostwa świata
| Miejsce | Dzień     | Rok  | Miejscowość            | Konkurencja | Czas biegu | Strata | Zwyciężczyni     |
| ------- | --------- | ---- | ---------------------- | ----------- | ---------- | ------ | ---------------- |
| 15.     | 3 lutego  | 1974 | Sankt Moritz           | Gigant      | 1:43,18    | +3,46  | Fabienne Serrat  |
| DNF1    | 8 lutego  | 1974 | Sankt Moritz           | Slalom      | 1:34,63    | -      | Hanni Wenzel     |
| 7.      | 11 lutego | 1976 | Innsbruck              | Slalom      | 1:30,54    | +3,18  | Rosi Mittermaier |
| 9.      | 3 lutego  | 1978 | Garmisch-Partenkirchen | Slalom      | 1:24,85    | +2,14  | Lea Sölkner      |
| 10.     | 4 lutego  | 1978 | Garmisch-Partenkirchen | Gigant      | 2:41,15    | +3,74  | Maria Epple      |

### Puchar Świata

#### Miejsca w klasyfikacji generalnej
- sezon 1972/1973: 24.
- sezon 1973/1974: 4.
- sezon 1974/1975: 10.
- sezon 1975/1976: 17.
- sezon 1976/1977: 21.
- sezon 1977/1978: 24.
- sezon 1978/1979: 31.
- sezon 1979/1980: 56.

#### Miejsca na podium w zawodach
1. Heavenly Valley – 22 marca 1973 (slalom) – 3. miejsce
2. Val d’Isère – 7 grudnia 1973 (slalom) – 1. miejsce
3. Les Gets – 8 stycznia 1974 (slalom) – 1. miejsce
4. Grindelwald – 14 stycznia 1974 (gigant) – 3. miejsce
5. Les Diablerets – 16 stycznia 1974 (slalom) – 1. miejsce
6. Bad Gastein – 24 stycznia 1974 (slalom) – 1. miejsce
7. Cortina d’Ampezzo – 13 grudnia 1974 (slalom) – 3. miejsce
8. Garmisch-Partenkirchen – 4 stycznia 1975 (slalom) – 2. miejsce
9. Schruns – 16 stycznia 1975 (slalom) – 1. miejsce
10. Naeba – 21 lutego 1975 (slalom) – 3. miejsce
11. Sun Valley – 14 marca 1975 (slalom) – 3. miejsce
12. Berchtesgaden – 17 stycznia 1976 (slalom) – 1. miejsce